# ならず者戦闘部隊 ブラッディウルフ
『ならず者戦闘部隊 ブラッディウルフ』（ならずものせんとうぶたい BLOODY WOLF）は、1988年にデータイーストから稼働されたアーケード用アクションシューティングゲーム。ヨーロッパでは、『Battle Rangers』（バトル・レンジャーズ）のタイトルで稼働された。
二人同時プレイが可能なトップビュー型のゲームだが、ステージによって四方に任意スクロールするのが特徴。
翌1989年にはPCエンジンにややアレンジされて移植された。PCエンジン版は2007年にWii用ソフトとしてバーチャルコンソールにて、2016年にWindows用ソフトとしてプロジェクトEGGにて配信された。
続編の『サンダーゾーン』（1991年）では、本作に登場した二人の兵士「イーグル」と「スネーク」と妙に高圧的な口調の司令官が再び登場する。

## 概要
「戦場を単騎で駆ける無敵の兵士」という設定は、映画『ランボー』（1982年）以降ハリウッド映画によく見られるお約束で、ゲームとしてもタイトーの『フロントライン』（1982年）、カプコンの『戦場の狼』（1984年）、SNKの『怒 IKARI』（1986年）など、スタンダードなシューティングの題材である。本作も例外ではなく、純粋にゲームとして見た場合それほど目新しい要素はない。基本武器はマシンガンと手榴弾、特殊武器は現地調達、時には乗り物を奪取、捕虜を救出して情報収集など、ほぼフォーマット通りの作りである。
データイーストを代表するキャッチ「アツクテシヌゼ」はこのゲームに登場する火炎放射器を持った中ボスのセリフが元である他、更なる元ネタとして漫画『北斗の拳』（1983年 - 1988年）の劇中の人物のセリフが挙げられる。

## ストーリー
特殊戦闘部隊"BLOODY WOLF"（血だらけの狼）に所属する2人の男たちに、ある日極秘任務が言い渡された。 「大統領が拉致された。敵は狂気の傭兵軍団だ。注意して進め！」 男たちは出発した。一国の命運は、2人の勇敢な男たちに託されたのだった。 "BLOODY WOLF"、彼らは別名"ならず者戦闘部隊"と呼ばれていた。

## 移植版
| No. | タイトル                          | 発売日                                    | 対応機種   | 開発元         | 発売元                | メディア                              | 型式              | 売上本数 | 備考                                    |
| --- | --------------------------------- | ----------------------------------------- | ---------- | -------------- | --------------------- | ------------------------------------- | ----------------- | -------- | --------------------------------------- |
| 1   | ならず者戦闘部隊 ブラッディウルフ | 1989年9月1日 1990年                       | PCエンジン | データイースト | データイースト NEC-HE | 4メガビットHuCARD                     | DE89003 TGX040037 | -        |                                         |
| 2   | ならず者戦闘部隊 ブラッディウルフ | 2007年4月10日 2007年6月18日 2007年6月29日 | Wii        | データイースト | ジー・モード          | ダウンロード （バーチャルコンソール） | -                 | -        | PCエンジン版の移植 2012年3月6日配信終了 |
| 3   | ならず者戦闘部隊 ブラッディウルフ | 2016年10月11日                            | Windows    | データイースト | D4エンタープライズ    | ダウンロード （プロジェクトEGG）      | -                 | -        | PCエンジン版の移植                      |

PCエンジン版
- 家庭用ゲーム機（コンシューマーゲーム）である事から、よりじっくり遊ばせるという面で、ストーリー性が強化されている。ただし、二人同時プレイは割愛されている。2007年4月10日から2012年3月6日までバーチャルコンソールで配信された。アーケード版とは異なり、EAGLEかSNAKEを選択し1プレイのみとなるが、後半では捕虜となる為、選択しなかった方のキャラを使用して進むことになる。途中でマシンガン等の武器が使用不可能となり、ナイフのみで戦うシーンがある。

## スタッフ
アーケード版
- ゲーム・デザイナー：本田善明
- ゲーム・プログラマー：井上隆明、秋山宗一
- グラフィック・デザイナー：野田伸二、野老雅典、小泉隆秀、MIX MAN、DOT MAN
- サウンド・チーム：AZUSA（原あずさ）、MARO（吉田博昭）、TATSUYA（木内達也）、HITOMI（こまつひとみ）、SEGAWA（せがわしゅうじ）
- ハードウェア：TOMOTAKA OSADA

PCエンジン版
- ゲーム・デザイナー：本田善明
- ゲーム・プログラマー：MINORU、井上隆明、秋山宗一
- グラフィック・デザイナー：野田伸二、野老雅典、栗原映子、氏田政彦、角出裕、かなもりしんいち、小泉隆秀、DOT MAN
- サウンド・チーム：酒井省吾、三浦孝史、鈴木雄司、高濱祐輔
- スペシャル・サンクス：あきばやしこうじ、伊井俊一、野島一成、漆原義之、MAGURIN WARRIOR、松田淳、金子篤、大江真徳、こばやしよしのり、くぼたかずお

## サウンドトラック
- ならず者戦闘部隊 ブラッディウルフ オリジナル・サウンドトラック（2023年6月21日/CASSETRON/規格番号CTN-013）

アーケード版、PCエンジン版、ボーナストラックを収録した全44曲。吉田博昭へのインタビューが掲載されている。

## 評価
PCエンジン版
ゲーム誌『ファミコン通信』の「クロスレビュー」では4・6・7・5の合計22点（満40点）、『月刊PCエンジン』では80・85・85・75・80の平均81点、『マル勝PCエンジン』では6・7・7・6の合計26点（満40点）、『PC Engine FAN』の読者投票による「ゲーム通信簿」での評価は以下の通りとなっており、19.79点（満30点）となっている。また、この得点はPCエンジン全ソフトの中で346位（485本中、1993年時点）となっている。
| 項目 | キャラクタ | 音楽 | 操作性 | 熱中度 | お買得度 | オリジナリティ | 総合  |
| 得点 | 3.22       | 3.27 | 3.23   | 3.69   | 3.07     | 3.30           | 19.79 |